# Darin Morgan
Pour les articles homonymes, voir Morgan.
Darin Morgan est un scénariste, acteur et réalisateur américain né à Syracuse (New York) en 1966. Il est surtout connu pour son travail sur la série télévisée X-Files : Aux frontières du réel, contribuant largement à apporter une touche plus humoristique à cette série. 

## Biographie
Darin Morgan, prénommé ainsi en hommage à Bobby Darin, est le frère cadet du scénariste Glen Morgan. Il se passionne dès l'enfance pour les films de Charlie Chaplin, Buster Keaton et Harold Lloyd, et étudie le cinéma à l'université Loyola Marymount. Il écrit à 19 ans le scénario d'un court métrage qui attire l'attention de la société de production TriStar mais son manque de confiance en lui le pousse à abandonner à la fois ses études et l'écriture de scénarios.
Il se tourne vers le métier d'acteur et joue le rôle de la créature dans l'épisode L'Hôte (1994) de la deuxième saison de la série X-Files : Aux frontières du réel, sur laquelle son frère est scénariste. Il trouve l'expérience « horrible » en raison de l'encombrante combinaison en latex qu'il doit porter. Il aide néanmoins son frère à écrire le scénario de l'épisode suivant, Mauvais Sang, et ses idées impressionnent Howard Gordon, qui l'invite à rejoindre l'équipe de scénaristes de la série. Morgan accepte malgré ses doutes car il trouve que le ton de la série s'accorde mal avec son goût pour la comédie. Il écrit le scénario de Faux frères siamois (1995), qui est l'épisode le plus ouvertement comique de la série jusqu'alors et remporte un grand succès auprès des fans.
Lors de la troisième saison de X-Files, Morgan écrit le scénario de trois épisodes : Voyance par procuration, La Guerre des coprophages et Le Seigneur du magma, le premier et le troisième étant désormais considérés comme des classiques de la série, et apporte également son assistance sur le scénario des Dents du lac. Il remporte en 1996 le Primetime Emmy Award du meilleur scénario pour une série télévisée dramatique pour Voyance par procuration. Il quitte cependant la série à la fin de la saison car il supporte mal son rythme de production effréné.
Il joue ensuite le rôle, spécifiquement écrit pour lui par Vince Gilligan, d'Eddie Van Blundht dans l'épisode La Queue du diable (1997) de la quatrième saison de X-Files, puis écrit et réalise deux épisodes humoristiques de la deuxième saison de la série Millennium. Dans les années 2000, il travaille brièvement comme producteur consultant sur les séries Night Stalker : Le Guetteur, Bionic Woman et Fringe.
Il écrit ensuite quelques scénarios pour les séries Tower Prep, Those Who Kill et Intruders. Il retrouve X-Files, pour son retour sous la forme d'une 10e saison en 2016, en tant que scénariste et réalisateur d'un épisode et renouvelle l'expérience pour la 11e saison.

## Filmographie

### Scénariste
- 1995-1996 : X-Files : Aux frontières du réel (série télévisée, 4 épisodes : Faux frères siamois, Voyance par procuration, La Guerre des coprophages et Le Seigneur du magma)
- 1997-1998 : Millennium (série télévisée, saison 2 épisodes 9 et 21)
- 2010 : Tower Prep (série télévisée, saison 1 épisodes 6 et 9)
- 2014 : Those Who Kill (série télévisée, saison 1 épisode 5)
- 2014 : Intruders (série télévisée, saison 1 épisodes 5 et 7)
- 2016 : X-Files (saison 10 épisode 3)
- 2018 : X-Files (saison 11 épisode 4)

### Acteur
- 1989 : 21 Jump Street (série télévisée, saison 3 épisode 17) : Skid
- 1992 : L'As de la crime (série télévisée, saison 1 épisode 13) : Sal
- 1994 : X-Files : Aux frontières du réel (série télévisée, saison 2 épisode 2 L'Hôte) : l'homme-douve
- 1997 : X-Files : Aux frontières du réel (série télévisée, saison 4 épisode 20 La Queue du diable) : Eddie Van Blundht
- 2000 : Les Médiums (série télévisée, saison 1 épisode 11) : Leonard
- 2001 : The One : Hugo

### Réalisateur
- 1997-1998 : Millennium (série télévisée, saison 2 épisodes 9 et 21)
- 2016 : X-Files (saison 10 épisode 3)
- 2018 : X-Files (saison 11 épisode 4)